# Elektronspinnresonans

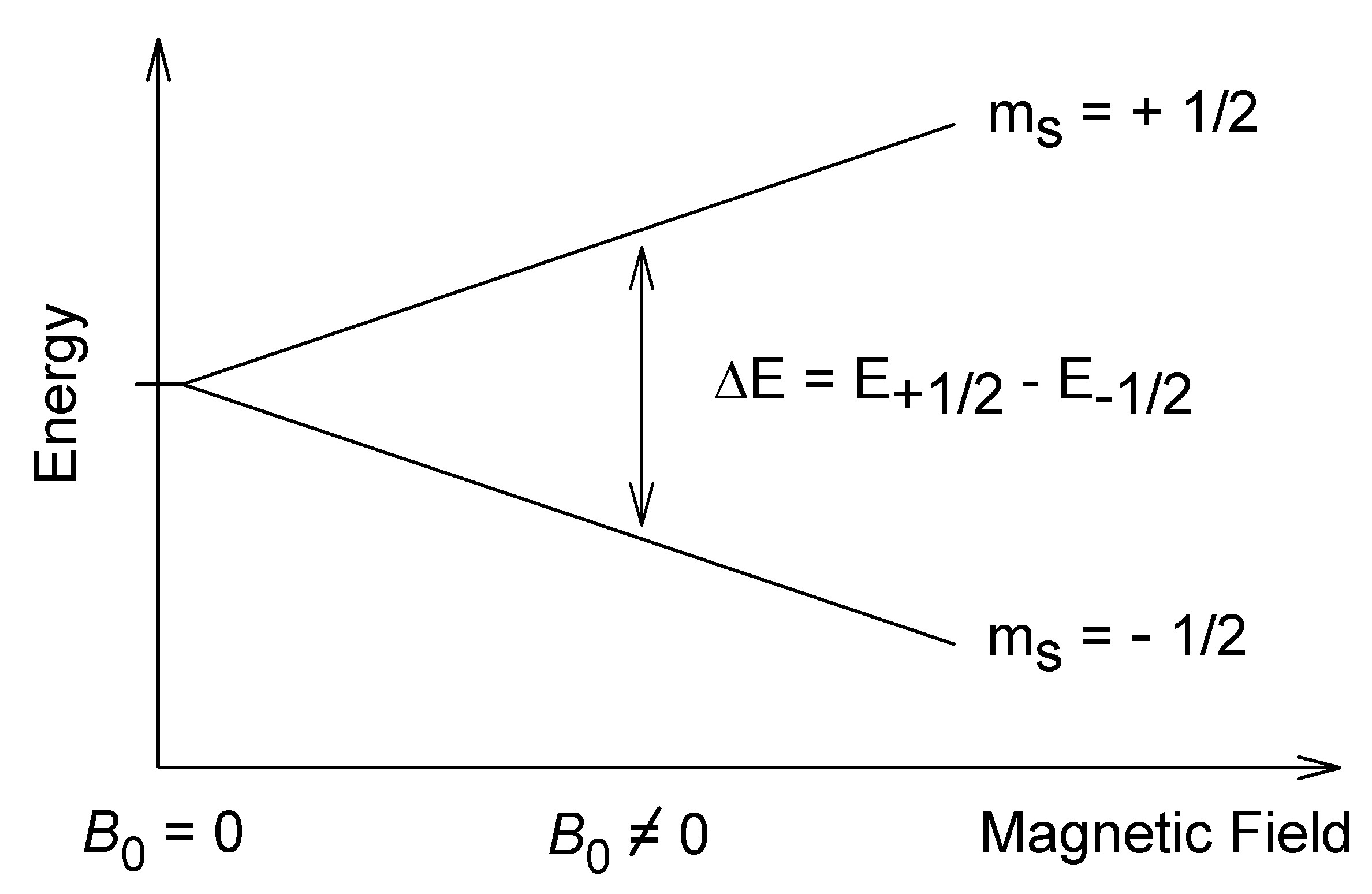
Energiskillnaden mellan spinn-upp och spinn-ner av en elektron i ett magnetfält

Elektronspinnresonans (ESR), elektronparamagnetisk resonans (EPR) eller paramagnetisk elektronresonans (också EPR) är en spektroskopiteknik där man studerar resonansfrekvensen för oparade elektroner i olika ämnen (metaller, joner och molekyler). Metoden mäter energiskillnaden mellan spinn-upp och spinn-ner av elektronens magnetiska dipolmoment i ett magnetfält. När fotonenergin av inkommande radiostrålning stämmer med övergångsenergin, inträffar resonans. 
Tekniken är jämförbar med kärnmagnetisk resonans, men där är det atomkärnornas resonans som undersöks.  
Evgeniĭ Konstantinovich Zavojskij, en sovjetisk fysiker vid Kazanuniversitetet, upptäckte fenomenet år 1944, och resultatet publicerades först i en engelskspråkig vetenskaplig skrift, från Sovjetunionen, år 1945.